# Megan Metcalfe
Megan Metcalfe, född den 27 januari 1982 i Edmonton, är en kanadensisk friidrottare som tävlar i medeldistanslöpning.
Metcalfe slutade tia vid Universiaden 2005 på 5 000 meter. Hon var även i final vid inomhus-VM 2008 på 3 000 meter där hon slutade på tolfte plats. Vid Olympiska sommarspelen 2008 slutade hon på femtonde plats på 5 000 meter.
Vid Panamerikanska spelen 2007 segrade hon och vann guldmedaljen på 5 000 meter.

## Personliga rekord
- 3 000 meter - 8.51,97 (inomhus 8.48,56)
- 5 000 meter - 15.11,23